# مهرچین
مهرچین، روستایی از توابع بخش مرکزی شهرستان ملارد در استان تهران ایران است.

## جمعیت
این روستا در دهستان ملارد شمالی قرار دارد و براساس سرشماری مرکز آمار ایران در سال ۱۳۹۵، جمعیت آن ۹۷۰ نفر (۲۹۴ خانوار) بوده‌است.

## آثار تاریخی
محوطه باستانی بالکین یا تپه بالکی مربوط با عصر آهن در روستای مهرچین واقع شده است.
سفال‌های به دست آمده از بالکین نشان از استقرار فرهنگ عصر آهن ۱، ۲ و ۳ در محوطه است. بر اساس یافته‌های سطحی محوطه باستانی بالکین در سراسر دوران آهن مسکون بوده. 
این اثر در تاریخ ۱۶ اردیبهشت ۱۳۵۶ با شمارهٔ ثبت ۱۴۱۶ به‌عنوان یکی از آثار ملی ایران به ثبت رسیده است.